# Mark Medlock/Diskografie
Diese Diskografie ist eine Übersicht über die musikalischen Werke des deutschen Popsängers Mark Medlock. Den Quellenangaben zufolge hat er bisher mehr als drei Millionen Tonträger verkauft. Seine erfolgreichste Veröffentlichung ist die Debütsingle Now or Never mit über 310.000 verkauften Einheiten.

## Alben

### Studioalben
| Jahr | Titel          | Höchstplatzierung, Gesamtwochen, AuszeichnungChartplatzierungen (Jahr, Titel, Platzierungen, Wochen, Auszeichnungen, Anmerkungen) | Höchstplatzierung, Gesamtwochen, AuszeichnungChartplatzierungen (Jahr, Titel, Platzierungen, Wochen, Auszeichnungen, Anmerkungen) | Höchstplatzierung, Gesamtwochen, AuszeichnungChartplatzierungen (Jahr, Titel, Platzierungen, Wochen, Auszeichnungen, Anmerkungen) | Anmerkungen                                                                   |
| Jahr | Titel          | DE | AT | CH | Anmerkungen                                                                   |
| ---- | -------------- | --- | --- | --- | ----------------------------------------------------------------------------- |
| 2007 | Mr. Lonely     | DE1 Platin · (18 Wo.)DE | AT2 Gold · (13 Wo.)AT | CH2 Gold · (14 Wo.)CH | Erstveröffentlichung: 15. Juni 2007 Verkäufe: + 225.000                       |
| 2007 | Dreamcatcher   | DE2 Platin · (26 Wo.)DE | AT6 (9 Wo.)AT | CH14 (8 Wo.)CH | Erstveröffentlichung: 9. November 2007 Verkäufe: + 200.000; mit Dieter Bohlen |
| 2008 | Cloud Dancer   | DE2 Gold · (14 Wo.)DE | AT6 (8 Wo.)AT | CH11 (7 Wo.)CH | Erstveröffentlichung: 30. Mai 2008 Verkäufe: + 100.000                        |
| 2009 | Club Tropicana | DE3 Gold · (18 Wo.)DE | AT7 (13 Wo.)AT | CH15 (8 Wo.)CH | Erstveröffentlichung: 22. Mai 2009 Verkäufe: + 100.000                        |
| 2010 | Rainbow’s End  | DE3 (18 Wo.)DE | AT7 (6 Wo.)AT | CH27 (5 Wo.)CH | Erstveröffentlichung: 30. April 2010                                          |
| 2011 | My World       | DE22 (2 Wo.)DE | AT63 (1 Wo.)AT | — | Erstveröffentlichung: 21. Oktober 2011                                        |
| 2014 | Im Nebel       | — | — | — | Erstveröffentlichung: 30. Mai 2014                                            |
| 2017 | Zwischenwelten | — | — | — | Erstveröffentlichung: 31. März 2017                                           |

### Kompilationen
- 2013: Mr. Lonely / Dreamcatcher
- 2015: Best Of

### Remixalben
- 2011: Der Hit-Mix

### EPs
- 2008: Famous 5: Mark Medlock

## Singles

### Als Leadmusiker
| Jahr | Titel Album                            | Höchstplatzierung, Gesamtwochen, AuszeichnungChartplatzierungen (Jahr, Titel, Album, Platzierungen, Wochen, Auszeichnungen, Anmerkungen) | Höchstplatzierung, Gesamtwochen, AuszeichnungChartplatzierungen (Jahr, Titel, Album, Platzierungen, Wochen, Auszeichnungen, Anmerkungen) | Höchstplatzierung, Gesamtwochen, AuszeichnungChartplatzierungen (Jahr, Titel, Album, Platzierungen, Wochen, Auszeichnungen, Anmerkungen) | Anmerkungen                                                                |
| Jahr | Titel Album                            | DE | AT | CH | Anmerkungen                                                                |
| ---- | -------------------------------------- | --- | --- | --- | -------------------------------------------------------------------------- |
| 2007 | Now or Never Mr. Lonely                | DE1 Platin · (14 Wo.)DE | AT1 Gold · (21 Wo.)AT | CH1 (16 Wo.)CH | Erstveröffentlichung: 11. Mai 2007 Verkäufe: + 315.000                     |
| 2007 | You Can Get It Mr. Lonely (Re-Edition) | DE1 Platin · (27 Wo.)DE | AT3 (20 Wo.)AT | CH3 (15 Wo.)CH | Erstveröffentlichung: 29. Juni 2007 Verkäufe: + 300.000; mit Dieter Bohlen |
| 2007 | Unbelievable Dreamcatcher              | DE4 (12 Wo.)DE | AT19 (11 Wo.)AT | CH27 (5 Wo.)CH | Erstveröffentlichung: 25. Oktober 2007 mit Dieter Bohlen                   |
| 2008 | Summer Love Cloud Dancer               | DE1 Gold · (17 Wo.)DE | AT4 (15 Wo.)AT | CH14 (7 Wo.)CH | Erstveröffentlichung: 2. Mai 2008 Verkäufe: + 150.000                      |
| 2009 | Mamacita Club Tropicana                | DE2 Gold · (19 Wo.)DE | AT4 (18 Wo.)AT | CH17 (9 Wo.)CH | Erstveröffentlichung: 24. April 2009 Verkäufe: + 150.000                   |
| 2009 | Baby Blue Club Tropicana               | DE4 (9 Wo.)DE | AT34 (4 Wo.)AT | — | Erstveröffentlichung: 25. September 2009                                   |
| 2010 | Real Love Rainbow’s End                | DE2 (12 Wo.)DE | AT13 (8 Wo.)AT | CH54 (2 Wo.)CH | Erstveröffentlichung: 9. April 2010                                        |
| 2010 | Maria Maria Rainbow’s End              | DE24 (4 Wo.)DE | — | — | Erstveröffentlichung: 6. August 2010                                       |
| 2011 | The Other Side of Broken My World      | DE55 (1 Wo.)DE | — | — | Erstveröffentlichung: 14. Oktober 2011                                     |

Weitere Singles
- 2013: Car Wash
- 2017: In Love with a Ghost
- 2017: When the Rain Comes

### Als Gastmusiker
| Jahr | Titel Album                         | Höchstplatzierung, Gesamtwochen, AuszeichnungChartplatzierungen (Jahr, Titel, Album, Platzierungen, Wochen, Auszeichnungen, Anmerkungen) | Höchstplatzierung, Gesamtwochen, AuszeichnungChartplatzierungen (Jahr, Titel, Album, Platzierungen, Wochen, Auszeichnungen, Anmerkungen) | Höchstplatzierung, Gesamtwochen, AuszeichnungChartplatzierungen (Jahr, Titel, Album, Platzierungen, Wochen, Auszeichnungen, Anmerkungen) | Anmerkungen                                                                    |
| Jahr | Titel Album                         | DE | AT | CH | Anmerkungen                                                                    |
| ---- | ----------------------------------- | --- | --- | --- | ------------------------------------------------------------------------------ |
| 2010 | Sweat (A La La La La Long) New Life | DE2 (12 Wo.)DE | AT7 (10 Wo.)AT | CH16 (4 Wo.)CH | Erstveröffentlichung: 21. Mai 2010 mit Mehrzad Marashi; Original: Inner Circle |

## Beiträge für Sampler
- 2007: Endless Love (DSDS-Sampler)
- 2007: If You Don’t Know Me By Now (DSDS-Sampler)

## Videoalben und Musikvideos

### Videoalben
- 2008: Live in Offenbach
- 2008: Cloud Dancer (Deluxe-Edition)
- 2011: My World (Deluxe-Edition)

### Musikvideos
| Jahr | Titel                      | Regisseur        |
| ---- | -------------------------- | ---------------- |
| 2007 | Now or Never               | Robert Bröllochs |
| 2007 | You Can Get It             | Nikolaj Georgiew |
| 2007 | Unbelievable               | Nikolaj Georgiew |
| 2008 | Summer Love                | Nikolaj Georgiew |
| 2009 | Mamacita                   | Nikolaj Georgiew |
| 2009 | Baby Blue                  | Nikolaj Georgiew |
| 2010 | Real Love                  | Nikolaj Georgiew |
| 2010 | Sweat (A La La La La Long) | Nikolaj Georgiew |
| 2010 | Maria Maria                | Nikolaj Georgiew |
| 2011 | The Other Side of Broken   | Nikolaj Georgiew |
| 2013 | Car Wash                   |                  |
| 2017 | Vorbei                     |                  |
| 2017 | When the Rain Comes        |                  |
| 2018 | Love You One More Time     |                  |

## Boxsets
- 2008: Album Collection

## Statistik

### Chartauswertung
|                     | DE    | AT    | CH    |
| ------------------- | ----- | ----- | ----- |
| Nummer-eins-Alben   | DE1DE | AT—AT | CH—CH |
| Top-10-Alben        | DE5DE | AT5AT | CH1CH |
| Alben in den Charts | DE6DE | AT6AT | CH5CH |

|                       | DE     | AT    | CH    |
| --------------------- | ------ | ----- | ----- |
| Nummer-eins-Singles   | DE3DE  | AT1AT | CH1CH |
| Top-10-Singles        | DE8DE  | AT5AT | CH2CH |
| Singles in den Charts | DE10DE | AT8AT | CH7CH |

### Auszeichnungen für Musikverkäufe
Anmerkung: Auszeichnungen in Ländern aus den Charttabellen bzw. Chartboxen sind in ebendiesen zu finden.
| Land/RegionAuszeichnungen für Musikverkäufe (Land/Region, Auszeichnungen, Verkäufe, Quellen) | Gold     | Platin     | Verkäufe  | Quellen           |
| -------------------------------------------------------------------------------------------- | -------- | ---------- | --------- | ----------------- |
| Deutschland (BVMI)                                                                           | 4× Gold4 | 4× Platin4 | 1.500.000 | musikindustrie.de |
| Österreich (IFPI)                                                                            | 2× Gold2 | —          | 25.000    | ifpi.at           |
| Schweiz (IFPI)                                                                               | Gold1    | —          | 15.000    | hitparade.ch      |
| Insgesamt                                                                                    | 7× Gold7 | 4× Platin4 |           |                   |